# Hans-Dieter Rinkens
Hans-Dieter Rinkens (* 24. November 1942 in Aachen; † 29. Mai 2023) war Professor für Mathematik und ihre Didaktik an der Universität Paderborn sowie Präsident des Deutschen Studentenwerks.
Rinkens studierte nach dem Abitur 1962 in Aachen und Bonn Mathematik und Physik für das Lehramt am Gymnasium. Nach der Ersten Staatsprüfung 1966 promovierte er 1969 an der Universität Bonn mit einem Thema aus der Angewandten Mathematik (Zur Theorie der maxwellschen Gleichungen in der Ebene). Von 1969 bis 1973 war er wissenschaftlicher Assistent, später Dozent an der Pädagogischen Hochschule Siegen (ab 1972 Gesamthochschule Siegen). 1973 erhielt er den Ruf nach Paderborn. Dort war er von 1976 bis 1983 Prorektor für Struktur- und Haushaltsfragen und von 1987 bis 1991 Rektor der Universität. Von 1996 bis 2006 war er Präsident des Deutschen Studentenwerks, des Dachverbands der Studentenwerke in Deutschland.